# Arturo Alessandri Besa

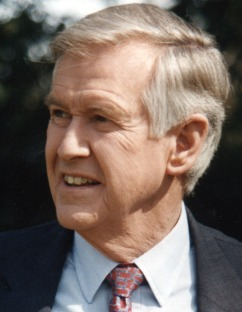
Arturo Alessandri Besa (2011)

Arturo Alessandri Besa (* 31. Oktober 1923 in Santiago de Chile; † 13. Juli 2022) war ein chilenischer Anwalt und Politiker.

## Ausbildung
Alessandri war ein Enkel des chilenischen Präsidenten Arturo Alessandri Palma und Neffe des Präsidenten Jorge Alessandri Rodríguez. Er wurde als Sohn von Arturo Alessandri Rodríguez und seiner Frau Raquel Besa Montt geboren. Er war verheiratet mit Nancy Cohn Montealegre.
Nach einer schulischen Ausbildung an der Grange School und einem Jura-Studium an der Universidad de Chile graduierte er im Juli 1949.

## Beginn der politischen Laufbahn
1972 begann er seine politische Tätigkeit mit dem Beitritt zum rechtskonservativen Partido Nacional. Im folgenden Jahr wurde er zum Abgeordneten des Wahlkreises rund um Antofagasta für die Legislaturperiode 1973 bis 1977 gewählt, konnte sein Mandat aber aufgrund des Staatsstreichs von 1973 durch das Militär um Augusto Pinochet nicht erfüllen.

## Tätigkeiten in der Wirtschaft während der Militärdiktatur
Beim Industrieverband Asociación Interamericana de la Propiedad Industrial (ASIPI) war Alessandri von 1976 bis 1979 Vizepräsident. Daneben arbeitete er im Beirat weiterer Industrie- und Wirtschaftsverbände.
1983 wurde er zum Honorarkonsul Chiles in Singapur ernannt.

## Wiederaufnahme der politischen Tätigkeit nach dem Ende der Diktatur
Für den Wahlkreis der Region Antofagasta wurde Alessandri 1989 zum Senator gewählt, als unabhängiger Kandidat mit Unterstützung der Rechten. Während seiner Amtszeit saß er im Auswärtigen Ausschuss sowie als Ersatzmitglied im Bergbau-Ausschuss, dem er schließlich vorsaß.

## Präsidentschaftskandidatur 1993
Als es der führenden rechtsgerichteten Partei Chiles, der Renovación Nacional, nicht gelang, einen Kandidaten für die chilenischen Präsidentschaftswahlen von 1993 aufzustellen, benannte die Unión Demócrata Independiente ihn als Kandidaten des Mitte-rechts-Bündnisses Alianza por Chile. Er erreichte bei der Wahl 24,41 % der Stimmen und unterlag damit dem Mitte-links-Kandidaten Eduardo Frei Ruiz-Tagle, der 57,98 % der Stimmen gewann.

## Weitere Tätigkeiten
Alessandri war Partner einer Anwaltskanzlei, die auf Patentrecht spezialisiert ist. Er hatte Verwaltungsratsmandate mehrerer Unternehmen inne und engagierte sich kulturell im Verein der Opernfreunde, als Berater der Kulturgesellschaft von Santiago und als Vizepräsident des städtischen Theaters.